# Prix Lumière/Bester Animationsfilm
Der Prix Lumière in der Kategorie Bester Animationsfilm (Meilleur film d’animation) wird seit 2017 verliehen. Die französische Auslandspresse vergibt seit 1996 alljährlich ihre Auszeichnungen für die besten Filmproduktionen und Filmschaffenden rückwirkend für das vergangene Kinojahr.
Im Jahr 2023 stimmte der prämierte Film mit dem späteren César-Gewinner erstmals nicht überein.
| Jahr | Preisträger                                                 | Deutscher Titel                                              | Regie                               |
| 2017 | Ma vie de courgette*                                        | Mein Leben als Zucchini                                      | Claude Barras                       |
| 2018 | Le grand méchant renard et autres contes …*                 | Der kleine Fuchs und seine Freunde – Das große Kinoabenteuer | Benjamin Renner, Patrick Imbert     |
| 2019 | Dilili à Paris*                                             | Dilili in Paris                                              | Michel Ocelot                       |
| 2020 | J’ai perdu mon corps*                                       | Ich habe meinen Körper verloren                              | Jérémy Clapin                       |
| 2021 | Josep*                                                      | Josep                                                        | Aurel                               |
| 2022 | Le sommet des dieux*                                        | Gipfel der Götter                                            | Patrick Imbert                      |
| 2023 | Le petit Nicolas: Qu’est-ce qu’on attend pour être heureux? | Der kleine Nick erzählt vom Glück                            | Amandine Fredon, Benjamin Massoubre |
| 2024 | Linda veut du poulet!*                                      | Linda will Hühnchen!                                         | Chiara Malta, Sébastien Laudenbach  |
| 2025 | Straume                                                     | Flow                                                         | Gints Zilbalodis                    |

* = Filme, die später den César für den besten Animationsfilm des Jahres gewannen.